# Bushwick
Pour plus de détails, voir Fiche technique et Distribution.
Bushwick est un film américain réalisé par Jonathan Milott et Cary Murnion, sorti en 2017. Il a été présenté au festival du film de Sundance 2017.

## Synopsis
Partant rendre visite à sa grand-mère, Lucy accompagnée de son petit-ami sort du métro à Bushwick (en). Ce quartier de Brooklyn, plongé dans un véritable bain de sang, est le théâtre d'affrontements séparatistes entre les habitants et les milices texanes voulant envahir New York, pour en faire leur base d’opérations sur la côte est. Dans cette pagaille, Lucy parvient à se réfugier dans le sous-sol d'un dénommé Stupe. Ce robuste vétéran de guerre va l'aider, bien que réticent, à traverser les quelques blocs de Bushwick pour retrouver sa grand-mère.

## Fiche technique
Sauf indication contraire, les informations mentionnées dans cette section peuvent être confirmées par la base de données cinématographiques IMDb,  présente dans la section « Liens externes ».
- Titre original : Bushwick
- Réalisation : Jonathan Milott et Cary Murnion
- Scénario : Nick Damici et Graham Reznick
- Direction artistique : Arthur Jongewaard
- Décors : Sara K. White
- Photographie : Lyle Vincent
- Montage : Joe Hobeck
- Musique : Aesop Rock
- Production : Nate Bolotin, Adam Folk et Joseph Mensch

Producteurs délégués : Dave Bautista et Jonathan Meisner
- Sociétés de production : Bullet Pictures, Mensch Productions et Ralfish Films et XYZ Films
- Sociétés de distribution : RLJ Entertainment (États-Unis), Netflix (France)
- Budget : n/a
- Pays d'origine :  États-Unis
- Langue originale : anglais
- Format : couleur
- Genre : action, aventure
- Durée : 94 minutes
- Dates de sortie[2] :
  -  États-Unis : 21 janvier 2017 (festival du film de Sundance)
  -  Suisse : 1er juillet 2017 (Festival international du film fantastique de Neuchâtel 2017)
  -  États-Unis : 25 août 2017 (sortie limitée en salles et VOD)
  -  France :
    - 25 mai 2017 (festival de Cannes - Quinzaine des réalisateurs)
    - 25 août 2017 sur Netflix

## Distribution
- Dave Bautista (VFB : Claudio Dos Santos) : Stupe
- Brittany Snow (VFB : Ludivine Deworst) : Lucy
- Angelic Zambrana (VFB : Mélissa Windal) : Belinda
- Jeff Lima : Gregory
- Jeremie Harris (VFB : Grégory Praet) : JP
- Paco Lozano : le prêtre
- Myra Lucretia Taylor (VFB : Nathalie Hons) : mère de James
- Christian Navarro : Eduardo
- Arturo Castro (VFB : Bruno Borsu) : José
- Jay Hieron (VFB : Simon Duprez) : jeune soldat

Version française
- Studio de doublage : Cinéphase Belgique
- Direction artistique : David Macaluso
- Adaptation : Mathias Raaflaub
- Sous-titrage : Coline Magaud

## Production

### Genèse et développement
À l'instar de Birdman, le film est présenté comme un unique plan-séquence, hormis le générique d'entrée, avec cependant des coupes invisibles. Le coréalisateur Cary Murnion explique ce choix :

« Nous avons tourné le film de cette façon pour rendre l'histoire plus authentique, plus réaliste. Nous faisons un voyage avec le personnage de Lucy et nous voulions que le public ressente l'action et l'émotion de la même manière qu'elle. On se dit au départ, « Oh, ça ne va pas être si compliqué, elle doit rejoindre une maison à deux pas de l'endroit où le film démarre », et puis finalement, on comprend vite les défis qu'elle va devoir relever pour survivre dans cette situation extrême. L'important pour nous était que le spectateur puisse vraiment ressentir toutes ces émotions. »

Dave Bautista, producteur du film, s'est profondément impliqué dans le développement de l'intrigue, comme l'explique Cary Murnion :

« Dave était très impliqué en amont, notamment sur le développement de l'histoire et sur son personnage. On le connaît surtout pour son rôle de Drax dans Les Gardiens de la Galaxie, qui est un personnage très loin de sa personnalité, tout comme son personnage dans le monde du catch, est très différent de lui. Nous souhaitions que Stupe soit donc plus proche de la personnalité de Dave, qui est vraiment quelqu'un de sensible. »

### Tournage
Le tournage a débuté en décembre 2015 et a eu lieu à Brooklyn.